# 大寺村
大寺村（おおてらむら）は、かつて山形県東村山郡にあった村。

## 沿革
- 1889年（明治22年）4月1日 - 町村制施行に伴い東村山郡大寺村、北垣村、杉下村が合併し、大寺村が発足。
- 1946年（昭和21年）8月1日 - 東村山郡中村の一部を編入。
- 1954年（昭和29年）10月1日 - 東村山郡山辺町、中村、作谷沢村、相模村と合併し、山辺町を新設して消滅。